# ラパス県 (ホンジュラス)
座標: 北緯14度19分 西経87度41分 / 北緯14.32度 西経87.68度
ラパス県（Departamento de La Paz）は、ホンジュラスの県の一つ。中心都市の名称もラ・パスである。県の面積は2,331km²で、人口は約156,560 人（2001年現在）。
紀元前後の形成期後期に、交易の要衝として、小河川であるウマージャ（Humaya）川の西岸の河岸段丘上にある小高い島状の台地の上にレンカ族によってヤルメラという祭祀センターが築かれた。

## 隣接する県
- コマヤグア県
- フランシスコ・モラサン県
- バジェ県
- ラ・ウニオン県
- モラサン県
- インティブカ県

## 自治体
1. アグアケテリーケ（Aguaqueterique）
2. カバーニャス（Cabañas）
3. カーネ（Cane）
4. チナクラ（Chinacla）
5. グアヒキーロ（Guajiquiro）
6. ラ・パス（La Paz）
7. ラウテリーケ（Lauterique）
8. マルカーラ（Marcala）
9. メルセデス・デ・オリエンテ（Mercedes de Oriente）
10. オパトーロ（Opatoro）
11. サン・アントーニオ・デル・ノルテ（San Antonio del Norte）
12. サン・ホセ（San José）
13. サン・フアン（San Juan）
14. サン・ペドロ・デ・トゥトゥーレ（San Pedro de Tutule）
15. サンタ・アナ（Santa Ana）
16. サンタ・エレーナ（Santa Elena）
17. サンタ・マリーア（Santa María）
18. サンティアーゴ・デ・プリングラ（Santiago de Puringla）
19. ヤルーラ（Yarula）